# Thomas Voeckler
Thomas Voeckler (ur. 22 czerwca 1979 w Schiltigheim) – francuski kolarz szosowy, zawodnik profesjonalnej grupy Direct Énergie, w której rozpoczął karierę w 2001, gdy występowała pod nazwą Bonjour (kolejne nazwy drużyny to Brioches La Boulangère, Bouygues Télécom, Bbox Bouygues Télécom, Direct Énergie). W 2017 roku zakończył sportową karierę.
Specjalizował się w wyścigach jednodniowych oraz w ucieczkach. Jego zapał, wytrwałość i chęć walki do końca zjednały mu sympatię kibiców nie tylko we Francji, ale na całym świecie.
Do największych sukcesów Voecklera można zaliczyć jego występy w Tour de France. W czasie całej swojej dotychczasowej kariery nosił żółtą koszulkę lidera Tour de France przez 20 dni, co stawia go na drugim miejscu wśród wciąż jeżdżących zawodników (za Fabianem Cancellarą). Voeckler wygrał także cztery etapy: jeden w 2009, jeden w 2010 i dwa w 2012, a do widoku jego koszulki w ucieczkach przyzwyczaił się już cały peleton oraz fani kolarstwa.
Po raz pierwszy liderem Tour de France został niespodziewanie w 2004. Po ucieczce na 5. etapie (na mecie był drugi) zyskał przewagę i jechał jako lider aż do etapu 15., na którym ostatecznie oddał prowadzenie na rzecz Lance’a Armstronga. Fakt utrzymania żółtej koszulki przez tak długi okres, nawet podczas etapów, gdzie nie dawano mu szans na przetrwanie, zjednał mu sympatię tak kibiców jak i mediów.
Podczas Tour de France 2011 Voeckler odniósł swój życiowy sukces. Po udanej ucieczce na 9. etapie wyścigu założył maillot jaune i utrzymał ją aż do etapu 19., broniąc jej nawet podczas najcięższych górskich odcinków, gdzie teoretycznie nie miał najmniejszych szans. Utracił ją dopiero na przedostatnim etapie, wiodącym na L’Alpe d’Huez. Ostatecznie w Paryżu zajął 4. miejsce.

## Najważniejsze osiągnięcia
- 2003
  - 1. miejsce w Tour de Luxembourg
    - 1. miejsce na 1. i 3a etapie

  - 1. miejsce na 8. etapie Tour de l’Avenir
- 2004
  - 2. miejsce w Clásica de Almería
  - 1. miejsce na 4. etapie Route du Sud
  - 18. miejsce w Tour de France
    - Maillot jaune od 5. do 14. etapu
    - Maillot blanc od 15. do 18. etapu
- 2005
  - 1. miejsce na 3. etapie Quatre Jours de Dunkerque
  - 6. miejsce na 18. etapie Tour de France
  -  Polka dot Jersey na 2. etapie
- 2006
  - 3. miejsce w Étoile de Bessèges
  - 1. miejsce na 5. etapie wyścigu Vuelta al País Vasco
  - 2. miejsce na 1. etapie Critérium du Dauphiné Libéré
  - 1. miejsce w Route du Sud
    - 1. miejsce na 1. etapie

  - 1. miejsce w Paryż-Bourges
- 2007
  - 1. klasyfikacji górskiej Paryż-Nicea
  - 1. miejsce w Tour du Poitou-Charentes
  - 1. miejsce w Grand Prix Ouest France-Plouay
- 2008
  - 1. miejsce w Circuit de la Sarthe
  - 1. miejsce w Grand Prix de Plumelec-Morbihan
  -  Polka dot Jersey od 1. do 5. etapu Tour de France

- 2009
  - 1. miejsce w Étoile de Bessèges
  - 1. miejsce w Tour du Haut Var
  - 1. miejsce w Trophée des Grimpeurs
  - 2. miejsce na 20. etapie Giro d’Italia
  - 1. miejsce na 5. etapie Tour de France
- 2010
  -  Mistrzostwo Francji w kolarstwie szosowym - wyścig ze startu wspólnego
  - 6. miejsce w Brabantse Pijl
  - 2. miejsce na 12. etapie Giro d’Italia
  - 1. miejsce na 15. etapie Tour de France
  - 1. miejsce w Grand Prix Cycliste de Québec
- 2011
  - 1. miejsce w Tour du Haut Var
  - 1. miejsce na 4. i 8. etapie Paryż-Nicea
  - 1. miejsce w Cholet-Pays de Loire
  - 1. miejsce na 2. etapie Giro del Trentino
  - 1. miejsce w Quatre Jours de Dunkerque
  - 4. miejsce w Tour de France
    -  koszulka lidera Tour de France od 10. do 19. etapu

  - 3. miejsce w Grand Prix Ouest France-Plouay
  - 3. miejsce w Giro del Piemonte
- 2012
  - 1. miejsce w Brabantse Pijl
  - 8. miejsce w Ronde van Vlaanderen
  - 5. miejsce w Amstel Gold Race
  - 4. miejsce w Liège-Bastogne-Liège
  - 1. miejsce na 10. i 16. etapie Tour de France
  -  1. miejsce w klasyfikacji górskiej Tour de France
- 2013
  - 1. miejsce na 6. etapie Critérium du Dauphiné
  - 1. miejsce w Route du Sud
    - 1. miejsce na 3. etapie

  - 1. miejsce w Tour du Poitou-Charentes
    - 1. miejsce na 4. etapie

  - 2. miejsce w Tour du Doubs
  - 2. miejsce w Grand Prix de Wallonie

## Ciekawostki
- Voeckler był kolarzem leworęcznym.
- Ma dwa przydomki: „Ti-Blanc” oraz „Le Chouchou”. Pierwszy pochodzi z czasów, gdy mieszkał na Martynice. „Ti-blanc” jest skrótem od „Petit-Blanc” (pol. Mały-Blady), jak go tam nazywano, ze względu na niską posturę i bladą karnację. „Le Chouchou” (pol. pupilek) jest z kolei przydomkiem wywodzącym się od młodego wyglądu Voecklera oraz maniery wystawiania języka podczas wyścigu[1].